# Charles C. B. Walker

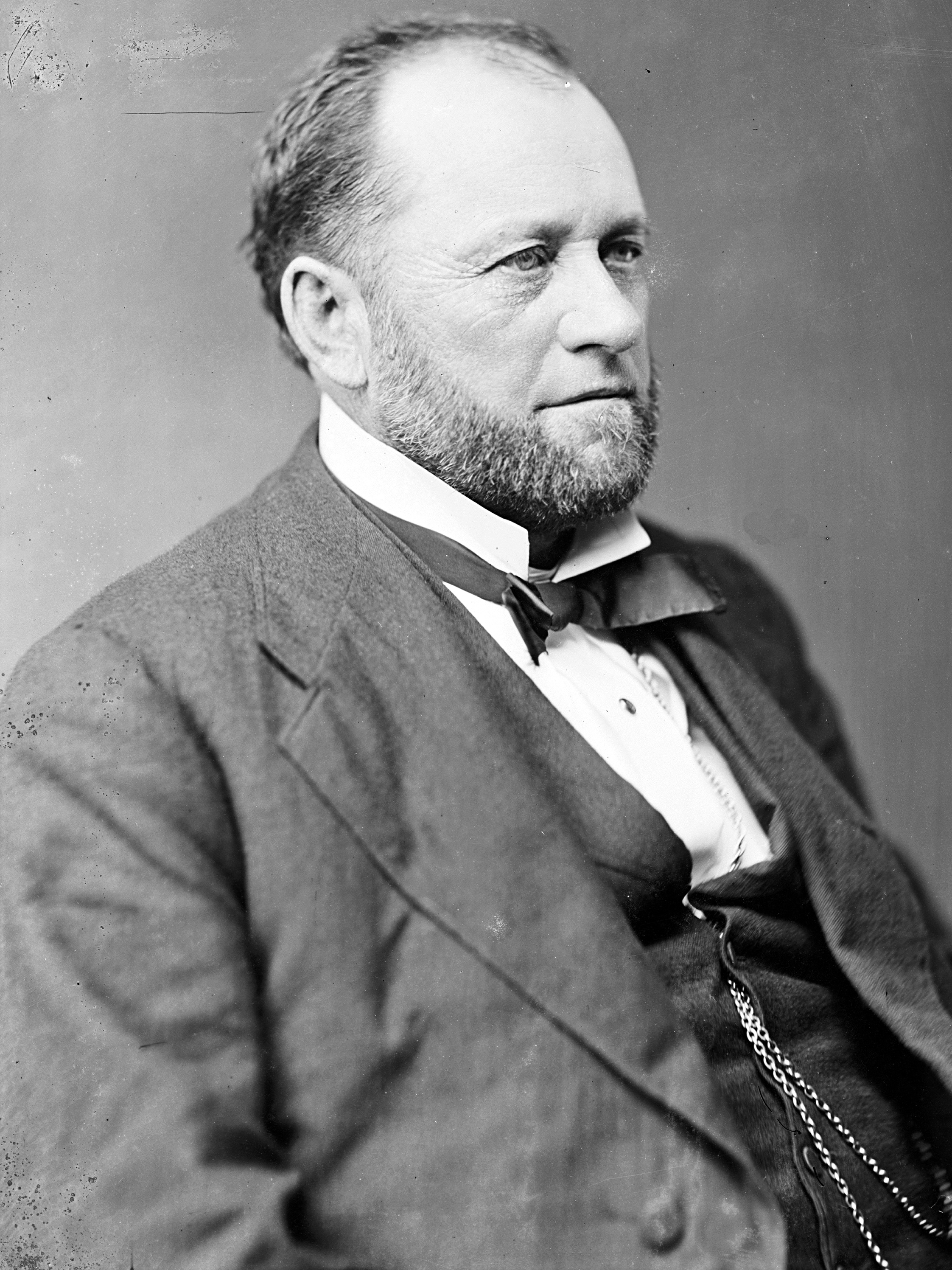
Charles C. B. Walker

Charles Christopher Brainerd Walker (* 27. Juni 1824 in Drewsville, Cheshire County, New Hampshire; † 26. Januar 1888 in Corning, New York) war ein US-amerikanischer Politiker. Zwischen 1875 und 1877 vertrat er den Bundesstaat New York im US-Repräsentantenhaus.

## Werdegang
Charles Walker besuchte vorbereitende Schulen. Ab 1848 war er in Corning ansässig. Zwischen 1856 und 1860 war er dort Posthalter. Hauptberuflich arbeitete er als Bauunternehmer sowie in der Eisen- und Holzbranche. Während des Bürgerkriegs war er als Quartiermeister im Rang eines Hauptmanns in der Staatsmiliz. Politisch schloss er sich der Demokratischen Partei an. Im Jahr 1860 nahm er als Delegierter an der Democratic National Convention in Charleston teil. Zwölf Jahre später übte er die gleiche Funktion auf dem Bundesparteitag der Demokraten in Baltimore aus.
Bei den Kongresswahlen des Jahres 1874 wurde Walker im 29. Wahlbezirk von New York in das US-Repräsentantenhaus in Washington, D.C. gewählt, wo er am 4. März 1875 die Nachfolge des Republikaners Freeman Clarke antrat. Bis zum 3. März 1877 konnte er eine Legislaturperiode im Kongress absolvieren.
Nach dem Ende seiner Zeit im US-Repräsentantenhaus setzte Charles Walker seine früheren Tätigkeiten fort. Von 1885 bis zu seinem Tod war er Mitglied der Kontrollkommission der landwirtschaftlichen Versuchsanstalt (New York Agricultural Experiment Station). Er starb am 26. Januar 1888 in Corning.